# 仙酔峡
仙酔峡（せんすいきょう）は、熊本県阿蘇市にある峡谷。
阿蘇山高岳の北麓にあたる。標高は約900mで、眼下には阿蘇カルデラの北側に当たる阿蘇谷と北外輪山が一望できる。春にはミヤマキリシマが咲き乱れ、多くの観光客が訪れる。
東阿蘇観光開発が運行している仙酔峡ロープウェイの駅や、阿蘇の自然等を紹介するインフォメーションセンターがあり、阿蘇高岳、中岳への登山の拠点である。
仙人が酔うほど美しい峡谷であることからこう呼ばれている。付近には、単純温泉の仙酔峡温泉もある。

## 交通アクセス
- JR九州豊肥本線宮地駅よりタクシーで13分。
- 九州自動車道熊本インターチェンジより42㎞。

## 註
1. ↑  2010年（平成22年）5月2日以降、運行が休止されている。

座標: 北緯32度53分50秒 東経131度6分5秒 / 北緯32.89722度 東経131.10139度